# قضاء الرجم الشامي
قضاء الرجم الشامي قضاء يتبع للواء الموقر ، محافظة العاصمة في الأردن. تم استحداثه في عام 2001 ، ومركزه ( رجم الشامي الغربي ) ويشمل القرى التالية :( رجم الشامي الغربي ، سالم ، الهاشمية، رجم الشامي الشرقي ، الذهيبة الغربية، الباسلية، الكتيفة، اللسين ، الماجدية ، الرابية). يقدر عدد سكانه بـ 36,617 بحسب إحصاء 2020. 